# Богданович, Николай Модестович
Никола́й Моде́стович Богдано́вич (9 (21) мая 1853 — 6 (19) мая 1903) — русский государственный деятель, вице-губернатор и губернатор ряда губерний; действительный статский советник.

## Биография
Происходил из дворян Харьковской губернии; родился в Санкт-Петербурге 9 (21) мая 1853 года в семье Модеста Ивановича Богдановича (1805—1882).
В 1865 году окончил юридический факультет Санкт-Петербургского университета и поступил на службу в Министерство юстиции.
В 1876 году был назначен товарищем киевского губернского прокурора; в 1879 году получил должность товарища прокурора Петербургского окружного суда. В 1887 году был назначен вице-губернатором в Ломжинскую губернию, с 1890 года — в Лифляндскую губернию. С 10 декабря 1892 года занимал должность Тобольского губернатора. Будучи тобольским губернатором, лично, практически ежегодно, ездил по уездам губернии для ревизии, выявляя местные проблемы населения, став таким образом одним из самых плодотворных деятелей губернии.
С марта по октябрь 1896 года возглавлял Главное тюремное управление, с 19 октября 1896 года по 6 мая 1903 года был уфимским губернатором. Был произведён в действительные статские советники (14.05.1896), имел награды: ордена Св. Анны 2-й ст. (1889), Св. Владимира 3-й ст. (1894), Св. Станислава 1-й ст. (1899).
Н. М. Богданович не был сторонником жёстких мер, однако, именно при нём, в марте 1903 года, был подавлен мятеж, получивший впоследствии название «Златоустовская бойня». По одной из версий, во время переговоров с рабочей делегацией Богданович стал вытирать пот со лба белым платком, что находящиеся неподалеку вооруженные солдаты приняли за условный знак к началу действий. Именно за подавление выступления рабочих боевая организация социалистов-революционеров приговорила Уфимского губернатора к смерти. Подготовкой теракта занимались лидеры боевиков – Е. Азеф и Г. Гершуни, непосредственным исполнителем приговора был назначен эсеровский боевик, железнодорожный рабочий Егор Дулебов. Н. М. Богданович был убит 6 (19) мая 1903 года в Ушаковском парке Уфы:

…6 мая в 4 часа дня предательски убит Уфимский губернатор Николай Модестович Богданович, ранее занимавший пост Тобольского губернатор.

В четвёртом часу Н. М. Богданович гулял один в городском парке, где было много публики. Пройдя по боковой аллее, прилегающей к собору, Николай Модестович был встречен двумя или тремя злоумышленниками — точно неизвестно; один, поклонившись, подал запечатанный пакет, остальные одновременно произвели ряд выстрелов в спину и грудь; смерть наступила моментально; церковный сторож первый увидел злодеяние, бросился схватить преступника, но, испугавшись выстрелов, направленных в него, дал им возможность скрыться.

Судебно-медицинским вскрытием тела покойного Н. М. Богдановича установлено, что предатели-злодеи стреляли с спину уже бездыханного тела; оказались прострелянными: сердце — двумя, лёгкие четырьмя, печень, желудок и рука — двумя пулями; каждая пуля, кроме последних, безусловно смертельны; следствие производится. Убийцы пока не обнаружены.

10-го мая в 12 часов дня в здании Тобольского губернского управления всеми чинами последнего, во главе с гражданином начальником губернии д.с.с. А. П. Лаппой-Старженецким и в присутствии начальников отдельных частей, была совершена панихида по Н. М. Богдановиче, безвременная кончина которого искренно оплакивается всеми, знавшими покойного как честного и даровитого администратора, крайне отзывчивого ко всем нуждам населения Тобольской губернии и не щадившего своих сил и трудов на пользу губернии, вверенной его управлению.
На месте его гибели была возведена часовня, которую стали именовать «Никольской-на-Крови».

## Семья
С 21 января 1880 года был женат на Вере Николаевне Кшиштофович. Их дети:
- Николай (1881—?)
- Модест (22.03.1883—?)
- Георгий (09.04.1884 — до 1903)
- Александра (1885—?)
- Константин (24.09.1887—?); 10 декабря 1912 года женился на дочери камергера и действительного статского советника Марии Сергеевне Хитрово, имел четверых детей – Николая (1914—1988), Веру (1916—2006), Татьяну (1920—1941) и Марию (1921—2006).
- Варвара (08.11.1901—?)

## Память
- Его именем был назван переселенческий посёлок Богдановичевский, основанный в 1894 году в Тюкалинском уезде Тобольской губернии (ныне деревня Богдановка Кормиловского района Омской области)
- Его имя носил парк в г. Уфе.